# Jürg Egger
Jürg Egger (Farnern, 1 de enero de 1982) es un deportista suizo que compitió en bobsleigh en las modalidades doble y cuádruple.
Ganó cuatro medallas en el Campeonato Europeo de Bobsleigh entre los años 2008 y 2014. Participó en los Juegos Olímpicos de Sochi 2014, ocupando el octavo lugar en la prueba cuádruple.

## Palmarés internacional
| Campeonato Europeo | Campeonato Europeo   | Campeonato Europeo | Campeonato Europeo |
| Año                | Lugar                | Medalla            | Prueba             |
| ------------------ | -------------------- | ------------------ | ------------------ |
| 2008               | Cesana (Italia)      | Medalla de plata   | Cuádruple          |
| 2010               | Igls (Austria)       | Medalla de bronce  | Doble              |
| 2013               | Igls (Austria)       | Medalla de plata   | Cuádruple          |
| 2014               | Königssee (Alemania) | Medalla de oro     | Cuádruple          |